# L'Épine (Altos-Alpes)
L'Épine é uma comuna francesa na região administrativa da Provença-Alpes-Costa Azul, no departamento de Altos-Alpes. Estende-se por uma área de 33,47 km². Em 2010 a comuna tinha 206 habitantes (densidade: 6,2 hab./km²).